# Bistec tàrtar
El bistec tàrtar és un plat principal -a vegades entrant- elaborat amb carn crua de vedella o de cavall acompanyat de verdures i condiments. No és un plat gaire calòric, doncs les racions ronden els 100 - 150 g, el que podem extrapolar a unes 196 - 205 Kcal per ració. L’origen del plat és imprecís i hi ha vàries hipòtesis que en donen una explicació. Tot i així es troba estés a nivell mundial; és elaborat a l’Àsia, a Amèrica, a Àfrica i a Europa, on és considerat un plat principal -i tradicional- a diversos països. La preparació i els ingredients utilitzats són característics de cada zona geogràfica i presenten variacions importants.
Principalment es basa en el tall molt prim de la carn en forma de filet, picada o molta i la posterior impregnació amb vi o altres licors. A més es pot acompanyar amb espècies variades, ceba, tàperes, cogombre i finalment s'amaneix amb pebre i sal i en alguns casos se li afegeix ou cru i salsa Worcestershire. Es presenta a taula després de passar un mínim de dues hores a la nevera una vegada preparat, juntament amb torrades o pa de sègol. 

## Origen
No hi ha evidències clares sobre l’origen del bistec tàrtar, és més aviat difícil determinar-ne la seva procedència ja que hi ha diverses versions sense gaires evidències històriques, per tant, cap d’elles verificable.
La versió més popular i estesa és la que s'explica al llibre Description d’Ukranie escrit i publicat al 1650 per Guillaume Levasseur de Beauplan, un arquitecte i cartògraf françès del segle xvii. Aquesta relata que els genets de Mongòlia -també anomenats tàrtars- durant la invasió de Rúsia de 1237 posaven la carn entre la cadira de muntar i el llom del cavall, de manera que aquesta s'estovava i macerava al llarg del dia. Al vespre la cuinaven i se la menjaven. També hi ha qui diu, que simplement era una manera de transformar-la; fins i tot hi ha qui considera que la carn simplement es posava allà per protegir als cavalls de les ferides produïdes pel fregament de la cadira.
Sembla ser, però que la primera referència literària de la història del bistec tàrtar apareix -indirectament- dins del capítol CXIX del llibre Els viatges de Marco Polo, on es s'exposa una àmplia descripció de particularitats i costums de la Xina; entre ells els que parlen del consum de carn crua per part d’indígenes i de nobles a la regió de Caragian, actualment coneguda com la província de Yunnan, a la Xina.
Més tard, al 1844 trobem una altra referència d’un plat elaborat amb carn crua, mencionat a la novel·la El Comte de Montecristo d'Alexandre Dumas. Aquest, però, parla de carn de cabra i no aporta cap teoria del seu origen ni preparació.(... un quartier de chevreau a la tartare...)
Una altra teoria sobre l’origen del bistec tàrtar sorgeix d’una novel·la literària escrita i publicada al 1876 per l’autor Jules Verne, també francès, Miquel Strogoff. En l’obra parla sobre el “kulbat”, elaborat amb carn crua, rovell d’ou i arròs, que de fet s'assembla molt a una recepta d’origen rus, el koulibiac. Es considera que la idea del bistec tàrtar podria haver sorgit d’aquest plat de la gastronomia russa.
També hi ha versions no tan reconegudes com ara que la recepta prové de la Polinèsia Francesa o fins i tot del món àrab, on ja consumien altres plats elaborats amb carn crua, com el Kibbeh Naye o Niyeh.

## Història
El bistec tàrtar com a tal va aparèixer a França a la segona meitat del segle xix, donant-se a conèixer de vàries maneres com Steak à l’Américaine, Steak frit à l’Américaine o Biftec à l’Américaine, tot i que no es coneix la relació de l’àpat amb el continent Americà.
No va ser fins a principis del segle xx, al finalitzar la Segona Guerra Mundial, que es va popularitzar degut principalment a que el consum de carn de cavall es va posar de moda per les seves qualitats nutritives i degut a la gran expansió i l’increment del turisme europeu.
Durant les dues primeres dècades del segle xx, els hotels francesos oferien el Steak à l’Américaine amb salsa tàrtara elaborada amb maionesa, tàperes, cogombre, ceba i julivert. Apareix per primera vegada la recepta de Beefsteack à l'Americaine amb salsa tàrtara al 1921, quan el chef françès Auguste Escoffier, l’inclou per primera vegada al seu llibre culinari.
Al llarg dels anys, el plat original i els seus ingredients han anat patint canvis segons el territori. Sembla que molts dels seus condiments també han sorgit de la gastronomia alemanya i de fet, hi ha diverses teories que parlen del bistec tàrtar com un precursor de les hamburgueses.
Actualment és un àpat present en la gastronomia tradicional de molts països europeus com ara Bèlgica, Suïssa i Països Baixos.

## Variacions
Hi ha diverses variacions en la forma de preparació de la carn. Hi ha receptes que trituren la carn fins a formar una pasta, i d'altres que trituren la carn parcialment. També cada recepta involucra certs ingredients donant-li el seu toc característic. Aquest pla s'ha estès per tot el món donant lloc a diferents tipus de preparacions.

### Europa
A Europa, el bistec tàrtar es troba en moltes cuines. És popular a la República Txeca, Eslovàquia, Polònia, Hongria, Suïssa, França i Països Baixos. Per començar, França i Bèlgica tenen una variant de denominen com a Filet Américain, degut a la seva semblança a una hamburguesa i perquè normalment és servit amb patates fregides. La carn és barrejada amb una petita quantitat de maionesa, condimentada amb pebre i salsa Worcestershire. Un cop realitzat aquest procediment es moldeja per a que agafi una forma de bola, es fa un forat al centre i s'afegeix un ou cru. Es pot guarnir amb tàperes i ceba picada, i es sol servir amb fines esveltes de baguette torrada, cogombres envinagrats, amanida i patates fregides. D'altra banda, als Països Baixos és servit com un sandvitx sense ou i a Eslovàquia sovint es serveix amb les torrades que han sigut prèviament fregades amb un gra d'all. A Turquia trobem un plat similar anomenat çið köfte, elaborat amb vedella magra picada o xai. Es condimenta amb all, julivert, ceba verda, espècies, tomàquet, pebre fresc i es barreja amb blat ben esqueixat i s'amassa amb una pasta fina per poder servir-la respectivament.

### Àsia
A Corea trobem el Yukhoe, format per tires de carn crua amb un ou cru. Per un altre costat, a Tailandia és típic el Larb Koi, característic per ser un reinventat del bistec tàrtar en forma de carpaccio de carn crua picant.

### Amèrica
A Amèrica del Nord, més específicament a Wisconsin, trobem el Sandwich canibal, conegut així popularment entre els residents de la zona. És un plat típic de descendents d’immigrants alemanys. Aquest plat consta d’un filet cru, pa de segol, sal, pebrot i ceba crua picada. A Centre America és tipic que a Mèxic es serveixi aquest plat, però es marina la carn crua amb suc de llimona per eliminar gran part dels microorganismes. En Sud America, els ‘'crudos’’ són típics de Xile i provenen d'immigrants Alemanys que van portar la recepta, i amb el temps, aquest plat es va adaptar als ingredients típics xilens. A Brasil, per una altra banda, podem trobar el Hackepeter o Carne de Onça de Brasil.

### Àfrica
El Kitfo, cuinat a Etiopia, és una altra varietat del bistec tàrtar típic del continent Africà.

## Processament de la carn
La carn de vedella o cavall utilitzada per l'elaboració del bistec tàrtar requereix diferents passos de processament, incloent la manipulació industrial, humana i combinacions d'ambdues. El procés s'inicia a la granja on es troba l'animal; continua amb la mort d'aquest a l'escorxador i prossegueix amb el transport del producte fins al lloc de distribució, on serà comprat pel consumidor. El transport del bestiar o bé de la carn ja processada també s'ha de tenir en compte en alguns casos.

### Cria del bestiar a la granja

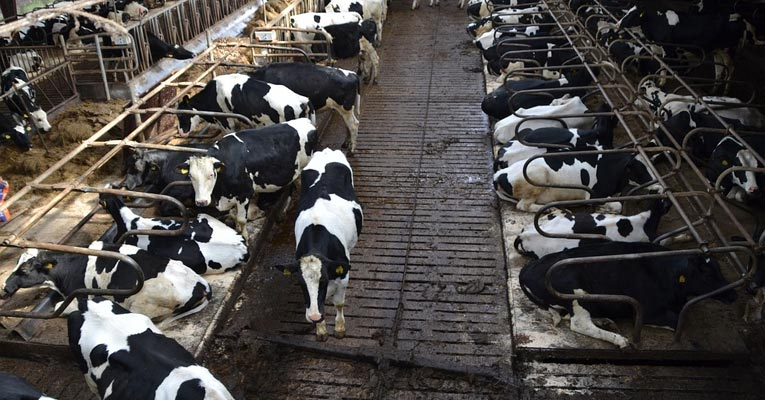
Bestiar boví en zona d'alimentació i descans.

Les cries nounades de bestiar són amb la mare fins a les 8 setmanes de vida, amb controls exhaustius sanitaris. Després seran separades, per a una criança amb el grup de la seva corresponent generació.
En aquestes primeres setmanes de vida, els vedells són vacunats per prevenció de diverses malalties. És important la vacunació, degut els remugants a la seva placenta no tenen un traspàs d'anticossos de la mare al fetus. La immunitat passiva dels vedells és a través de les primeres lactàncies, que persisteixen durant els 2 i 3 primer mesos. Aquesta és insuficient ja que, en cas que en la granja hi hagi un brot epidèmic, la majoria de cries podrien morir. El protocol de vacunació és diferent segons la granja, de fet, encara hi ha vacunes que són obligatòries: Brucella abortus, del gènere Clostridium spp. (Clostridium chauovei, C. septicum, C. perfringes), Leptospira spp. (7 diferentes serovars de Leptospires), Campylobacter fetus (i les seves subespècies antigèniques) i alguns virus comuns com Herpes virus boví, Rotavirus i Coronavirus. En aquests moments també es disposa d’una vacuna per a Bacillus anthracis, de la soca Sterne. Aquesta no és de vacunació obligatòria, però les granges que l'administren, vacunen anualment a tot el bestiar major de 6 mesos.
El bestiar adult en primera instància passa per un control veterinari exhaustiu amb control serològic per assegurar que és apte pel consum. Els patògens típics a controlar són diferents soques d'Escherichia coli i Salmonella enterica. Normalment, el ramat és alimentat amb pinsos que contenen suplements nutricionals per a una major eficàcia en el desenvolupament de la musculatura. A més a més, es donen suplements probiòtics per a un desenvolupament òptim de la microbiota intestinal en els vedells, per complementar les deficiències en el traspàs de microbiota de mare a la cria. Aquesta deficiència es sol donar quan les mares durant l'embaràs han sigut tractades fortament amb diferents antibiòtics preventius. Quan les cries neixen, als pocs dies són vacunades per prevenció en front a diferents patologies. A la Unió Europea és tenen molt vigilats possibles brots per Brucella abortus doncs, al 1997 hi va haver diferents brots a algunes granges. La contaminació se sospita que va ser durant el transport de les mateixes cries a una de les granges de distribució.
Des de 2006, a tota la Unió Europea, s'han de seguir una sèrie de normes higièniques per la manipulació dels aliments, en les quals s'inclouen per primer cop els requisits bàsics d'higiene alimentària en la producció primària bovina. Segons el "Programa Nacional de Control Oficial de la Higiene en las Explotaciones Ganaderas" del MAPAMA, tan en l'aigua com en l'aire, hi poden residir microorganismes fortament patògens, sent la carn de vaca un vector de transmissió per a la població. La MAPAMA se centra en Brucella abortus, el gènere Mycobacterium - concretament Mycobacterium tuberculosis - i Salmonella enterica.
En les instal·lacions de pas comú del bestiar, s'ha de seguir diferents protocols de neteja i higiene mínims per evitar l'adherència i proliferació de biofilms de diferents organismes patògens. Normalment, els brots infecciosos en bestiar provenen d'un sol individu infectat que ha dispersat el patogen contaminant les superfícies de les instal·lacions. En alguns casos, però, pot ser el personal de les instal·lacions el vector de transferència de malalties cap al bestiar.
És important establir un control d'entrada i sortida del bestiar, treballadors i mitjans de transport. Els individus que entrin de nou al grup de ramaderia, han de passar per un control toxicomicrobiològic intern i extern per assegurar-se de que no són vectors de cap microorganisme patogen.

### Procediments en l'escorxador
A Europa, hi han diferents classes d'escorxadors, entre els més comuns, els que opten per un procés insensibilització. Comporta un menor estrès de l’animal en moments previs a la mort.
Després ve el sagnat, moment en què es necessita el bombeig continu de sang per a l'eliminació màxima d’aquesta. És el primer moment en què hi pot haver contaminació; es poden trobar microorganismes entre els microporus dels estris sagnadors que poden passar al lloc de la ferida.
Seguit al sagnat i la mort de l’animal, es prossegueix amb la retirada de la pell de l’animal, on quedaran exposats els músculs a un ambient aeri. Es treuen els budells i l'aparell digestiu de l’animal i seguidament, les diferents parts de l’animal són tallades i separades en diferents seccions. Quan es buida l’animal, el esquarterament dels intestins pot contaminar la carn -suposadament estèril- amb la microbiota intestinal. A l’intestí de remugants, com en quasi tots els mamífers, hi ha present diferents soques d’Escherichia coli i Clostridium difficile com a part de la microbiota. Algunes d’aquestes soques, però, poden ser generadores de toxines virulentes per als humans. És el cas de contaminacions per E. coli O157:H7, la soca coneguda com a enterohemorràgica, que genera una toxina capaç de passar a sang i llisar els eritròcits, provocant deficiències renals que poden finalitzar en el síndrome urèmic hemolític, entre d'altres.
És obligatori que en les instal·lacions on es duu a terme tot el procés hi hagi un control microbiològic i toxicològic periòdic, abans i després de la retirada de pell, la separació i fragmentació de les parts de la vaca. Els estris han de ser desinfectats i ben netejats després de cada servei, així com totes les superfícies en què la carn estarà en contacte; sense oblidar-se de la higiene pròpia dels treballadors, doncs poden ser font de contaminació directe si són vectors d'algun microorganisme patogen.

### Emmagatzemat i transport a la zona de venda
La carn pot ser fàcilment contaminada per microorganismes de l'aire, les mans o roba de treball, causant un deteriorament més ràpid del producte fresc i/o actuar com a vector de malalties. Per això, ha de ser emmagatzemada i transportada en ambients mínimament asèptics, amb control toxicomicrobiològic i sempre a temperatures baixes. Llevat que la carn se li addicionin conservants naturals com les espècies i no sigui cuinada en menys de 12 hores, es segueixen normes de conservació estrictes.
La temperatura i la humitat són la principal causa dels canvis microbiològics, químics i físics en la carn. En molts casos, la temperatura, a part de ser important per la bona conservació del producte, implica un últim pas d'esterilització -o disminució de la càrrega microbiana- de l'aliment per a que sigui apte pel consum. A més, és imprescindible que tots els vehicles de transport estiguin adaptats per mantenir temperatures baixes constants i un sistema de control de la temperatura i humitat. Amb el control d'aquests dos paràmetres s'aconsegueix un control indirecte sobre el creixement microbià i el deteriorament nutricional i físic de la carn.
La carn es conserva un temps de deu vegades més a una temperatura d'entre -1 i 0 °C, perquè els paràmetres microbiològics, químics i físics es mantenen estables -comparant amb la conserva de l'aliment a temperatura ambient sense refrigeració-. La temperatura estàndard de conserva i transport, però, sol ser de 7 °C. Aquesta encara permet conservar l'aliment un temps de quatre vegades major que a temperatura ambient de manera que ja és suficient per conservar l'aliment durant el temps d'emmagatzematge i fins al consum de la carn.
Segons l'Institut de Refrigeració, les durades òptimes de conserva de les carns són: 
| Tipus de carn      | Temps apte en conserva a -1 °C | Humitat relativa (%) |
| ------------------ | ------------------------------ | -------------------- |
| Vaca               | Fins a 3 setmanes              | 90                   |
| Vedella            | 1 - 3 setmanes                 | 90                   |
| Porc               | 10 - 15 dies                   | 90 - 95              |
| Xai                | 1 - 2 setmanes                 | 90 - 95              |
| Restes comestibles | 7 dies                         | 85 - 90              |

Durant el procés de venta al públic, és necessari que els llocs d'exposició de productes siguin refrigerats amb neveres especialitzades o refrigeradors que puguin mantenir temperatures per sota dels 4 °C, preferiblement a 0 °C.

## Implicacions microbiològiques
El bistec tàrtar és un plat de degustació crua. La carn pot ser contaminada directament de l'animal, en el seu processament o en el moment de la preparació a cuina. De fet, tota la carn destinada al consum alimentari conté un petit percentatge de bacteris, fongs, virus, etc. En la gran majoria dels casos, no té rellevància clínica o els organismes moren en ser cuinat l’aliment. El processat de la carn picada i triturada és un pas clau per a la contaminació de l’aliment, ja que, al barrejar tot el producte els microorganismes presents es disseminen amb facilitat.
No tots els microorganismes que es troben a la carn són patògens, alguns fins i tot poden ser probiòtics o poden contribuir a la conservació dels aliments. Els factors contaminants, moltes vegades no són els propis bacteris sinó les toxines que produeixen en grans quantitats, que en molts casos causen intoxicacions alimentàries.
Els principals grups de microorganismes que es poden trobar en carn crua són els fílums Proteobacteria i Firmicutes, tot i que també es poden trobar bacteris del fílum Bacteroïdets i alguns Actinobacteria amb menys percentatge. En estudis realitzats en mostres a l'atzar de bistec tàrtar, s'ha vist que comunament en la carn crua processada s'hi troben més de 180 espècies bacterianes però que hi predominen unes poques que, a més, formen part de microbiota tant animal com humana. Entre ells hi són els gèneres Pseudomonas spp, Leuconostoc spp, Lactobacillus spp, Lactococcus spp. i Photobacterium spp. (molt comú trobar-lo en marisc ja que és d'origen marí; no es troba a la microbiota). En específic, es van classificar set espècies bacterianes predominants: Brochothrix thermosphacta, Lactobacillus algidus, Lactococcus piscium, Leuconostoc gelidum, Photobacterium kishitanii, Pseudomonas spp i Xanthomonas oryzae. En addició, altres gèneres molt observats en mostres de carn crua són Moraxella, Vagococcus, i Budvicia, Acinetobacter, Providencia, Clorstridium, Erysipelothrix, Carnobacterium i Psychrobacter.
És molt important determinar quins microorganismes es troben en l'aliment ja que ens poden aportar informació sobre l'estat i les característiques d'aquest: 

### Salmonella spp.
Salmonella és un gènere de bacteris gram-negatius, bacils de la família Enterobacteriaceae. Es coneix que Salmonella pot estar present en qualsevol matèria primera alimentària, en part, perquè aquest microorganisme està molt estès per la natura. Pot sobreviure durant setmanes a l'aigua i durant anys a terra si les condicions ambientals com la temperatura, la humitat i el pH són favorables.
A causa de la seva naturalesa, Salmonella pot passar d'un hoste a l'entorn, i de l'entorn a un altre hoste. És per això que és un microorganisme molt relacionat en les contaminacions alimentàries. En la majoria d’espècies animals utilitzades en la indústria alimentària Salmonella sol produir una infecció clínicament poc visible de durada variable que pot acabar generant una zoonosi. La presència de Salmonella a la carn crua i els ous de gallina ens indica unes ineficients pràctiques de sanejament i control, juntament amb una manca d'equips de manteniment fiables.
Pel que fa la patogènesis, les salmonel·les patogèniques ingerides en els aliments sobreviuen al pas per la barrera de l'àcid gàstric i envaeixen la mucosa de l'intestí prim i gros, i produeixen toxines. La invasió de cèl·lules epitelials estimula l'alliberament de citocines proinflamatòries que indueixen una reacció inflamatòria. La resposta inflamatòria aguda provoca diarrea i pot causar ulceració i destrucció de la mucosa. El bacteri es pot difondre des dels intestins per provocar malalties sistèmiques. La salmonel·losi varia clínicament des de la gastroenteritis comuna de Salmonella (diarrea, rampes abdominals i febre) fins a les febres entèriques (inclosa la febre tifoide) que són malalties sistèmiques febrils perilloses que requereixen una ràpida teràpia antibiòtica. Tot i que la forma més freqüent de salmonel·losi és una gastroenteritis autònoma i sense complicacions.

### Escherichia coli
És un bacteri gram-negatiu, anaerobi facultatiu, que es troba de manera natural a la microbiota intestinal humana i a la majoria de mamífers. Els aliments contaminats solen ser carn de vedella que no ha estat cuinada, productes làctics, fruites i verdures. La majoria de soques d’E. coli no són patògenes; no obstant, n’hi ha diverses que són productores d'enterotoxines causants d’infeccions. En funció dels factors de virulència que posseeixen, les soques d’Escherichia coli poden causar diarrees no inflamatòries (diarrees aquosas) o diarrees inflamatòries (desintèria amb excrements que solen contenir sang, moc i leucòcits). És important destacar la toxina Shiga, produïda per la soca d’E coli O157:H7 ja que un terç dels casos d'intoxicació per aquesta toxina acaben en hospitalització, seguit d’entre un 5 i un 15% dels casos que poden derivar a patir la síndrome urèmica hemolítica.
La malaltia urèmica hemolítica sol durar entre 5 i 10 dies i presenta símptomes de diarrea acompanyada de sang, dolor abdominal, vòmits i absència de febre. La malaltia influeix en la menor producció d’orina i el color fosc d’aquesta. L’ús d’antibiòtics no sol ser una opció ja que el bacteri és resistent a la penicil·lina. S'han donat diversos brots d’E coli O157:H7 en l’última dècada com al 2012 a Limburg o a Quebec, al 2013.

### Pseudomonas spp.
Pseudomonas és un gènere de microorganismes gram-negatius. Els membres d’aquest gènere demostren una gran capacitat i diversitat metabòlica, creixen sobre aliments amb alt contingut d’aigua i pH neutre. Són agents coneguts per la seva descomposició a la carn emmagatzemada en condicions aeròbiques, sobretot Pseudomonas fragi. Les mostres que presenten una gran concentració d’aquest gram-negatiu ens informen que la carn utilitzada per realitzar el bistec tàrtar no és fresca. Els microorganismes del gènere Pseudomonas s'associen freqüentment a la manca de qualitat en els productes alimentaris, i també a infeccions patogèniques en plantes i humans tot i que la majoria de les espècies no són patogènes.
La glucosa en la carn crua és el primer substrat que s'utilitza preferiblement per la majoria dels bacteris que es desenvolupen en la carn durant l'emmagatzematge fred en qualsevol condició d’embalatge. Els canvis en la glucosa, el lactat i els seus productes es podrien utilitzar per descriure o predir el grau de malbaratament. De fet, s'ha demostrat que la seva concentració pot afectar el tipus i la velocitat de malbaratament, i semblen els principals precursors dels metabòlits microbians responsables de la mala olor.

### Staphylococcus aureus
És un bacteri comensal i patogen oportunista que pot causar diferents tipus d'infecció, des d’epitelials fins a infeccions que poden derivar a malalties greus. Moltes vegades es troba de manera intermitent en la microbiota humana en persones portadores, sense causar cap patologia. És, però, generador d'enterotoxines virulentes, potencial invasor i a més, presenta un ampli espectre de resistències antibiòtiques. S. aureus és ubiquo, ja que pot créixer en condicions molt diverses: entre 7 °C i 48.5 °C, entre un pH de 4.2 fins a 9 i a més, pot créixer en ambients que superen els 14% NaCl i en condicions de dessecació. Es troba implicat en la contaminació de carn durant el processat d’aquesta degut a la contaminació de superfícies i de persones manipuladores. També és freqüent la contaminació en carn de pollastre, productes làctics i verdures.
La Malaltia Alimentària de Staphylococcus aureus (Staphylococcus aureus Food-borne Disease) és una de les malalties alimentàries més comunes, considerada en tots els programes de controls alimentaris. Aquesta no és deguda exclusivament a la presència del bacteri gram-positiu en l’aliment, sinó a la presència d'enterotoxines produïdes per aquest. La dosi d’infecció molt baixa, és a dir, una petita concentració de toxines de S. aureus (SEs) pot produir un brot infecciós.
Els símptomes comuns de la malaltia són la hiperventilació, nàusees, vòmits, dolor abdominal i diarrea. Altres símptomes com la deshidratació la hipotensió són provocats per la pèrdua d’aigua de l’individu degut a la diarrea. És una malaltia autodeterminativa que es pot resoldre autònomament entre 24 i 48 hores, de manera que no és indicat l’ús d'antibiòtics en la majoria de casos. Els grups de risc són infants, ancians i persones amb síndrome d’immunosupressió. la mortalitat representa un 0.03% dels casos i està associada a persones de la tercera edat.

### Clostridium haemolyticum
És un microorganisme gram-positiu i formador d'espores que pot ser-hi pressent en una alta quantitat de plats de bistec tàrtar. Aquest microorganisme és responsable d’una malaltia denominada hemoglobinúria bacil·lar o malaltia d’aigües roges en el bestiar boví. La hemoglobinúria bacil·lar està estesa per països de tot el món, incloien els Estats Units, Nova Zelanda, Canadà, Austràlia, Romania, Turquia, Cuba, Índia, Mèxic, Veneçuela, Xile, Brasil, Iran, Irlanda entre d'altres. Aquests microorganismes generen toxines, les quals resulten amb la destrucció del teixit i poden ocasionar la mort. Generalment, la incidència de la malaltia és del 2% en ramats infectats, però s'han informat de pèrdues de fins al 25% de ramats localitzats en pastures infectades. És per això, que la presència d'aquest microorganisme pot indicar-nos que el bestiar del qual es va obtenir la carn estava infectat. A més a més, Clostridium haemolyticum pot causar un deteriorment de la carn, sobretot en zones de l'interior de la carn on la difusió d'oxigen és inexistent.

### Streptococcus thermophilus
Streptococcus thermophilus és un bacteri gram-positiu, i anaerobic facultatiu. Generalment es troba en aliments fermentats com el iogur i altres productes làctics, tot i així, pot arribar a trobar-se en mostres de bistec tàrtar. És per això, que la seva elevada presència en determinades mostres ens informa que el plat presenta ingredients que posseeixen aquesta bacteria, com productes láctics fermentats.

### Lactobacillus algidus
És un bacteri gram-positiu i aneròbic facultatiu que produeix àcid làctic a partir de glucosa que es pot trobar en plats de carn crua. Lactobacillus algidus va ser identificat fa una dècada com un contaminant natural de la carn refrigerada i envasada al buit. Aquest microorganisme pot créixer en un gran varietat de carns emmagatzemades en envasos d'atmosfera modificada degut a la seva capacitat de proliferar en condicions de baixa temperatura. S'ha observat que aquest bacteri augmenta estadísticament en el percentatge de lectures entre el dia de producció i el dia de finalització de la vida útil de l'aliment, demostrant així, que L. algidus es desenvolupa principalment en l'etapa última del emmagatzematge de la carn. A més a més, no s'ha establert cap implicació en el deteriorament de la carn per part d'aquest bacteri. És per això que es creu que aquest gram-positiu podria ser beneficiós en la carn al obstaculitzar el creixement d'organismes descomponedors degut a la seva capacitat homofermentativa.

### Photobacterium spp.
Els membres d’aquest gènere són bacteris mòbils, gram-negatius i facultativament aerobis. Típicament són aïllats d’ambients costers, mar obert i aigües profundes com bacteris de vida lliure, patògens o simbionts d'altres organismes. Aquest microorganisme està involucrat principalment en el deteriorament del peix i és també responsable del deteriorament de la carn de vedella. Pel que fa, el seu desenvolupament es produeix aproximadament després de 7 dies d’emmagatzematge. A més a més, aquest bacteri es basa en la seva capacitat de créixer en baixes temperatures, dins del rang de productes refrigerats i en condicions anaeròbiques. Aquests microorganismes poden arribar fàcilment a la carn a través de contaminacions creuades, és per això que es pot trobar en mostres de bistec tàrtar.

### Leuconostoc gelidum
Leuconostoc gelidum és un bacteri de l’àcid làctic gram-positiu amb capacitat homofermentativa. En la gran majoria de productes carnis envasats i refrigerats, així com en molts altres aliments, s'ha trobat aquest microorganisme. És predominant en la etapa de vida útil tardana dels aliments. És per això que és conegut com un agent causant de deteriorament en carn emmagatzemada en envasos d’atmosfera modificada o envasats al buit. El deteriorament s'ha associat amb la decoloració i producció de gas. A més a més, presenten la capacitat d’adherir-se fortament a superfícies de contacte amb aliments i amplies capacitats metabóliques que podrían explicar l’èxit competitiu i la prevalencia.

### Lactococcus piscium
Lactococcus piscium és un bacteri gram-positiu que produeix àcid làctic com a principal metabòlit final de la fermentació de carbohidrats. Les adaptacions que presenta a diferents entorns el fa de gran importància en la indústria alimentària. Per exemple, aquest bacteri pot sobreviure a diferents condicions ambientals causades per diversos processos industrials, com baixa temperatura, alta concentració de sal, presència d'agents conservants com àcids orgànics i altes concentracions de CO₂. És per això que s'atribueix una gran importància en la descomposició i malbaratament de productes carnis envasats a baixes temperatures.

### Brochothrix thermosphacta
Aquest microorganisme es un gram-positiu estretament relacionat amb Listeria, Staphylococcus, Clostridium i Bacillus. Brochothrix thermosphacta és un organisme de descomposició d’aliment no protelítics, adaptat al creixement en carns envasades al vuit. S'ha observat presència d’aquest microorganisme dominant la carn durant l'etapa inicial de l'emmagatzematge, però que disminueix més endavant. S'atribueix els mals olors i sabors de la carn a B. thermosphacta degut a la conversió de triptòfan a 3-metilindol.

### Xanthomonas oryzae
Aquest proteobacteri és un patogen vegetal molt conegut que afecta l’arròs, provocant l’afecció denominada tiçó bacterià. A més a més, també genera malalties similars en la ceba i l’all. S'ha observat aquest microorganisme en proporcions altes en algunes mostres de bistec tàrtar. Se suposa que la presència microbiana de X. oryzae en aquest plat està molt relacionada amb ingredients vegetals i espècies culinàries, sobretot amb salses que presenten un alt contingut de verdures, cebes i alls que han pogut patir contaminacions.

## Malalties de transmissió alimentària
Les malalties de transmissió alimentària són el conjunt de malalties produïdes per la ingestió d’un aliment o líquid que es troba contaminat per un o més agents, tant biològics com químics o físics. El bistec tàrtar és un aliment molt susceptible a ser contaminat ja que, segons la Xarxa Nacional de Vigilància Epidemiològica (RENAVE), els aliments més freqüentment contaminats de manera biològica i per tant, més determinants en produir infeccions alimentàries són ovoproductes o derivats de l’ou amb un 25% de brots alimentaris produïts (sense tenir en compte els brots infecciosos degut a líquids contaminats) seguit de la carn, que ocupa la segona posició amb un 8% de casos de brots alimentaris.
A Espanya els brots d’infeccions alimentaries es notifiquen a la Xarxa Nacional de Vigilància Epidemiològica (RENAVE), fundada al 1995. Cada comunitat autònoma notifica periòdicament  al RENAVE els casos de brots mitjançant un informe estandarditzat i aques institució envia les dades significatives a l’Autoritat Europea de Seguretat Alimentaria (EFSA) i a l’Organització Mundial de la Salut (OMS). Anualment es publica un informe sobre els brots de transmissió alimentària i d’agents zoonòtics, entre d'altres.
En l'última dècada s'han donat diversos episodis de brots d'infeccions alimentàries pel consum de bistec tàrtar, la majoria produïdes per toxines. El major causant d'intoxicacions és Escherichia coli, concretament la soca H157:O7. S'han trobat de cada brot, diferents casos de persones implicades, algunes d'elles hospitalitzades. D'aquestes persones hospitalitzades es presenten pocs casos de Síndrome Úric Hemolític i encara menys de morts causades pel patogen en qüestió.
| Microorganisme patogen            | Any del brot  | Lloc             | Casos | Persones hospitalitzades           |
| --------------------------------- | ------------- | ---------------- | ----- | ---------------------------------- |
| Escherichia coli H157:O7          | Maig 2012     | Limburg, Bèlgica | 24    | 15 (5 amb Síndrome Úric Hemolític) |
| Escherichia coli H157:O7          | Juny 2013     | Quebec, Canadà   | 3     | 2 (1 amb Síndrome Úric Hemolític)  |
| Escherichia coli H157:O7          | Maig 2014     | Estats Units     | 12    | 7                                  |
| Salmonella typhimurium sv. Dublin | Novembre 2015 | California       | 11    | 8 (1 mort)                         |
| Escherichia coli H157:O7          | Setembre 2016 | Estats Units     | 11    | 7                                  |
| Escherichia coli O103             | Juny 2019     | Estats Units     | 209   | 29                                 |

La vigilància de les malalties produïdes per aquests brots és essencial per poder establir unes mesures adequades pel control i prevenció del dany a la població.

## Prevenció
A l'hora de consumir el plat, sempre s'hauria de tenir en compte que està fet amb carn crua i ou cru, aliments associats a un elevat risc de malaltia infeccioses i en alguns casos fins i tot mort. Encara que el processat, l'emmagatzematge i la preparació del plat hagin estat correctament elaborats, si des d'un principi la carn es troba contaminada, no es pot eliminar la càrrega microbiana mitjançant cap mètode i a més es pot produir contaminació creuada o la replicació del patogen.
Hi ha diversos paràmetres que s'han de tenir en compte. Per començar, s'ha de mantenir la bona higiene dels manipuladors d’aliments i totes les persones que intervenen en el processament, transport i emmagatzematge directe de l’aliment. Aquestes mesures d’higiene inclouen el rentat de mans abans i després de la manipulació de l’aliment i el bon estat de salut del manipulador per disminuir el risc de distribuir la infecció A més, s'ha de tenir clara la importància que té la neteja desinfectant d’estris, del lloc d’emmagatzematge i de qualsevol superfície que entri en contacte amb l’aliment. Cal tenir en compte, alhora, que les fluctuacions de temperatura poden potenciar la replicació dels bacteris contaminants, de manera que és aconsellable consumir el plat tant bon punt ha estat elaborat, si és possible el mateix dia.